# EQ Большого Пса
EQ Большого Пса (лат. EQ Canis Majoris) — двойная затменная переменная звезда типа Алголя (EA) в созвездии Большого Пса на расстоянии приблизительно 1343 световых лет (около 412 парсеков) от Солнца. Видимая звёздная величина звезды — от +13,4m до +12,2m. Орбитальный период — около 2,2915 суток.

## Характеристики
Первый компонент — оранжевый гигант спектрального класса K1III.
Второй компонент — оранжевый гигант спектрального класса K2III.